# Sibirische Intervention
Als Sibirische Intervention (jap. シベリア出兵, Shiberia Shuppei) wird die Aussendung von Truppen der Kaiserlich Japanischen Armee zwischen 1918 und 1922 in die russische Region Primorje bezeichnet. Sie war Teil einer Intervention der Alliierten Mächte des Ersten Weltkriegs in den Russischen Bürgerkrieg, um die Weiße Armee im Kampf gegen die bolschewistische Rote Armee zu unterstützen.

## Hintergrund
Nach der Oktoberrevolution 1917 schlossen die Bolschewiki in Brest-Litowsk einen Separatfrieden mit dem Deutschen Reich. Der darauf folgende Zusammenbruch der Ostfront stellte ein enormes Problem für die Westalliierten dar, nicht nur weil das Deutsche Reich nun seine Truppen von der Ostfront an die Westfront verlagern konnte, sondern auch weil es nun die Möglichkeit hatte, sich große Mengen an Kriegsmaterial, das sich bei Murmansk, Archangelsk und Wladiwostok angesammelt hatte, zu sichern. Zudem waren die 40.000 bis 50.000 Mann starken Tschechoslowakischen Legionen nun hinter den feindlichen Linien eingeschlossen und versuchten, sich entlang der Transsibirischen Eisenbahnlinie nach Osten Richtung Wladiwostok durchzukämpfen.
Aufgrund dieser Situation beschlossen Großbritannien und Frankreich eine gegen die bolschewistische Regierung gerichtete militärische Intervention in den Russischen Bürgerkrieg. Sie hofften folgende drei Ziele zu erreichen:
1. Verhindern, dass Kriegsmaterial der Alliierten in Russland in deutsche Hände fiel.
2. Befreiung der Tschechoslowakischen Legionen und deren Rückführung an die europäische Front.
3. Wiedererrichtung der Ostfront durch die Installation einer Regierung mit Unterstützung der Weißen Armee.

Wegen des Mangels an Soldaten baten Großbritannien und Frankreich die USA, Truppen für eine Intervention in Nordrussland und eine weitere in Sibirien zu entsenden. 1918 entschied Präsident Woodrow Wilson, gegen den Rat des amerikanischen Kriegsministeriums 5.000 Soldaten als North Russia Expeditionary Force (Amerikanische Nordrussische Expeditionstruppe) (auch als Polar Bear Expedition bekannt) zu entsenden, sowie weitere 10.000 als American Expeditionary Force Siberia (Amerikanische Expeditionstruppe Sibirien).

## Japanische Teilnahme

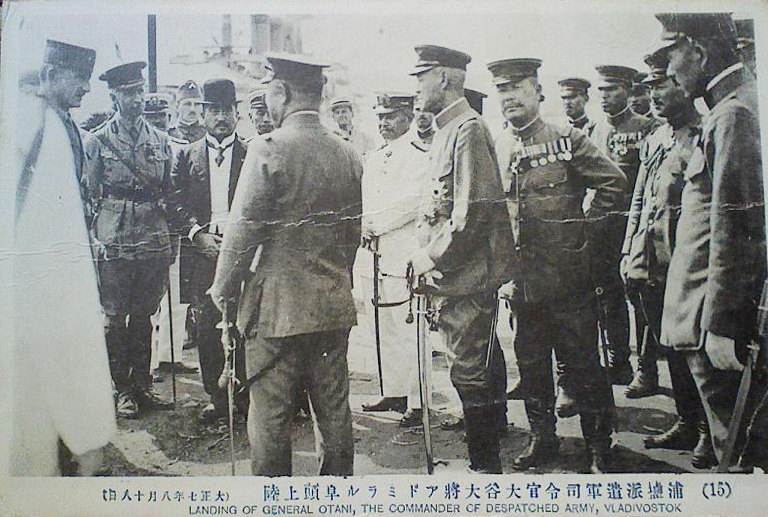
Ankunft von General Ōtani, dem Befehlshaber der japanischen Truppen in Sibirien, in Wladiwostok (18. August 1918)

Im Juli 1918 forderte Präsident Wilson bei der japanischen Regierung 7000 Soldaten als Teil einer internationalen Koalition von 25.000 Soldaten zur Unterstützung der amerikanischen Expeditionstruppen in Sibirien an. Nach einer hitzigen Debatte im japanischen Parlament stimmte die Regierung unter dem japanischen Premierminister Terauchi Masatake der Entsendung von 12.000 Soldaten zu, jedoch unter der Bedingung, dass diese unter japanischem Kommando stehen sollten, also nicht als Teil einer internationalen Koalition.
Infolge dieser politischen Entscheidung agierte die von Stabschef Mitsue Yui geführte Kaiserlich Japanische Armee eigenständig. Bis November 1918 hatten unter dem Kommando von General Ōtani Kikuzo mehr als 70.000 japanische Soldaten alle Häfen und größere Städte in der russischen Provinz Primorje und Ostsibirien besetzt.
Nach der Gefangennahme und Hinrichtung des Anführers der Weißen Armee, Koltschak, durch die Rote Armee und der Evakuierung der Tschechoslowakischen Legionen zogen sich im Juni 1920 die Amerikaner und deren Alliierte aus Wladiwostok zurück. Die Japaner blieben jedoch aus Furcht vor einer weiteren Verbreitung des Kommunismus an der japanischen Grenze zurück. Sie unterstützten die neugegründete Küstenrepublik.
Die andauernde japanische Präsenz beunruhigte die USA, welche Japan verdächtigten, weitergehende territoriale Pläne für Sibirien und den russischen Fernen Osten zu haben. Einem intensiven diplomatischen Druck seitens der USA und Großbritanniens ausgesetzt und angesichts einer immer lauter werdenden Opposition im eigenen Lande wegen der hohen Kosten sowohl ökonomisch als auch an Menschen zog die Regierung unter Premierminister Katō Tomosaburō die japanischen Soldaten im Oktober 1922 schließlich zurück, nachdem die Küstenrepublik ab Anfang 1922 von der Volks-Revolutionären Armee der Fernöstlichen Republik bis Wladiwostok zurückgedrängt worden war.

## Die Folgen

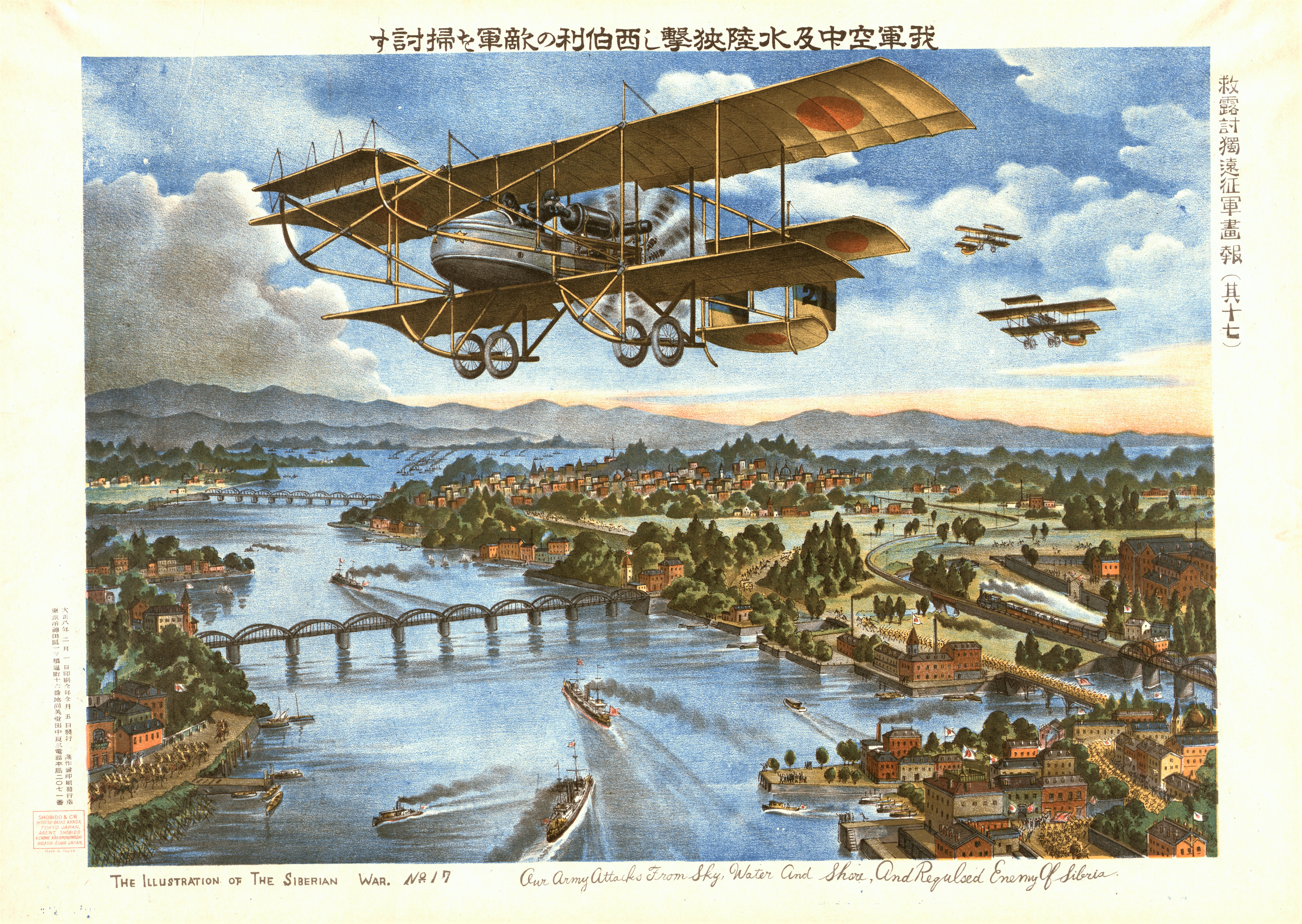
Ein japanisches Propagandaplakat, das für die Besetzung fernöstlicher russischer Gebiete wirbt.

Die Motive, die Japan mit der Intervention in Sibirien verfolgte, waren komplex und sind schwer nachzuvollziehen. Offiziell hieß es, Japan gehe wie auch die USA und die anderen Nationen der Koalitionstruppen nur deshalb nach Sibirien, um das dortige Kriegsmaterial zu sichern und die tschechoslowakischen Legionen zu „retten“. Aber auch die intensive Feindseligkeit der japanischen Regierung gegenüber dem Kommunismus, der Drang, historische Verluste an Russland auszugleichen, und die vermeintlich gute Gelegenheit, das „nördliche Problem“ für die Sicherheit Japans durch die Bildung eines Pufferstaates oder durch direkte territoriale Erweiterung zu lösen, waren weitere Faktoren. Nachdem die Rote Armee schließlich siegreich aus dem Bürgerkrieg hervorgegangen war, waren die diplomatischen Beziehungen zwischen Japan und der Sowjetunion aufgrund der Unterstützung Japans für diverse Führungspersönlichkeiten der „weißen Bewegung“ schwer belastet.
Auf japanischer Seite starben während der Sibirischen Expedition 5.000 Menschen durch die Kriegshandlungen oder an Krankheit, und die Ausgaben beliefen sich auf über 900 Millionen Yen.